# 1308년

## 연호
- 원(元) 지대(至大) 원년
- 일본(日本) 도쿠지(徳治) 3년 / 엔쿄(延慶) 원년
- 쩐 왕조(陳朝) 흥롱(興隆) 16년

## 기년
- 원(元) 무종(武宗) 원년
- 고려(高麗) 충렬왕(忠烈王) 복위 10년
- 쩐 왕조(陳朝) 영종(英宗) 16년

## 사건
- 충렬왕이 세상을 떠남. 향년 73세, 방년 72세.
- 충선왕이 왕의 자리로 다시 돌아오자마자 반원 정책을 폄.(2차 개혁)

## 사망
- 고려 25대 국왕 충렬왕